# Carlos Camus
Carlos Marcio Camus Larenas (* 14. Januar 1927 in Valparaíso; † 16. März 2014 in Santiago de Chile) war ein chilenischer Geistlicher und römisch-katholischer Bischof von Linares.

## Leben
Carlos Camus studierte zunächst Chemieingenieurwesen an der Universidad Técnica Federico Santa María und trat anschließend in das Priesterseminar von Santiago de Chile ein. Er studierte Philosophie und Katholische Theologie an der Päpstlichen Katholischen Universität von Chile und empfing am 21. September 1957 die Priesterweihe für das Bistum Valparaíso, in dem er anschließend insbesondere in der Jugendarbeit und für die katholischen Arbeiter und die ländliche Katholische Aktion tätig war.
Papst Paul VI. ernannte ihn am 31. Januar 1968 zum Bischof von Copiapó. Der Erzbischof ad personam von Valparaíso, Emilio Tagle Covarrubias, spendete ihm am 3. März 1968 die Bischofsweihe; Mitkonsekratoren waren José Manuel Santos Ascarza OCD, Bischof von Valdivia, und Carlos González Cruchaga, Bischof von Talca. Sein bischöflicher Wahlspruch war La victoria que vence al mundo es nuestra Fe. („Der Sieg, der die Welt überwindet, ist unser Glaube.“)
Er hatte verschiedene Positionen in der Bischofskonferenz und der CELAM inne und nahm in den Jahren 1979, 1984, 1989 und 1994 an den Ad-limina-Besuchen der chilenischen Bischöfe in Rom teil. Er war von 1974 bis 1976 Generalsekretär der Bischofskonferenz von Chile.
Am 11. Dezember 1976 ernannte ihn Papst Paul VI. zum Bischof von Linares. Die Amtseinführung fand am 17. April 1977 statt. Am 17. Januar 2003 nahm Papst Johannes Paul II. seinen altersbedingten Rücktritt an.
Carlos Camus war einer der stärksten Gegner der Colonia Dignidad, einer von Auslandsdeutschen begründeten totalitären Religionsgemeinschaft, die durch Menschenrechtsverletzungen und Strafprozesse bekannt wurde. Er war ein starker Verfechter der Menschenrechte in Chile.